# Schoener

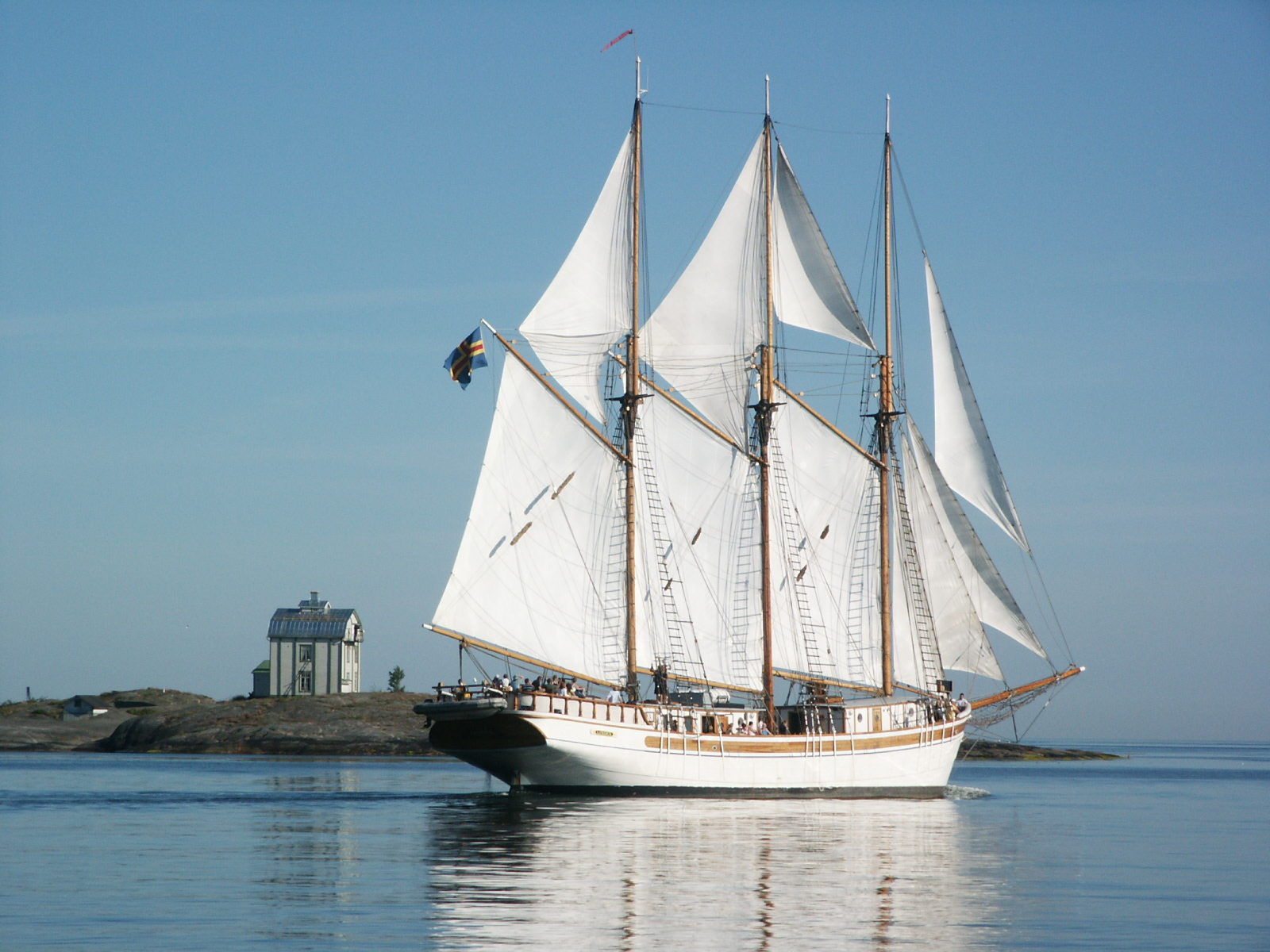
Driemaster Oosterschelde

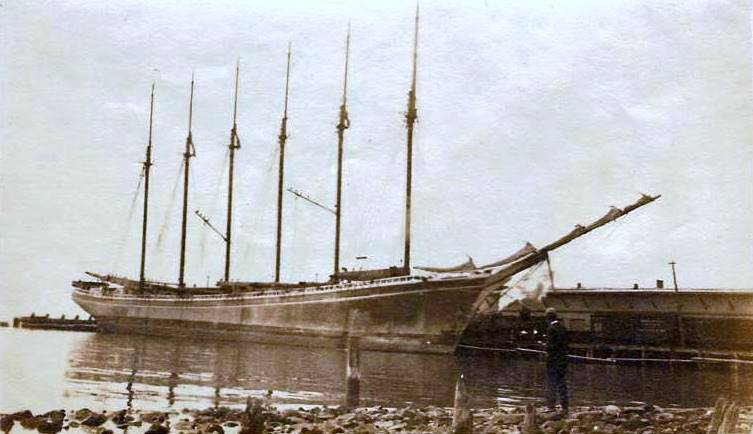
Zesmastschoener Wyoming, 1917

Een schoener is een langsgetuigd zeilschip met oorspronkelijk twee, maar later ook meer masten.
De romp is lang en smal (4:1-verhouding) met een diep stekende kiel, en de spanten hebben over de gehele lengte een S-vorm. Kenmerkend voor de schoenertuigage is dat de achterste mast langer is dan de voorste (met uitzondering van de vroege Europese schoenergetuigde schepen van de 19e eeuw). Bij driemastschoeners kunnen de masten even lang zijn, eventueel de middelste langer. De voorste mast (fokkemast) was vaak voorzien van twee razeilen. In West-Europa zijn rond 1900 veel schoeners gebruikt voor de kustvaart. Deze hadden een vlakke bodem, en waren soms voorzien van zijzwaarden om bij gebrek aan een kiel de drift te beperken. Rond 1910 werden de eerste hulpmotoren ingebouwd. Het scheepstype raakte na 1920 in onbruik door de opkomende gemotoriseerde kustvaart.

## Ontwikkeling
De schoener is ontwikkeld aan de Noord-Amerikaanse oostkust, en meest waarschijnlijk het gebied van Newfoundland. In eerste instantie waren de schoeners bedoeld voor de visserij op de Grand Banks. Als uitgangspunt dienden de gladdeks driemastertjes die ook geroeid konden worden, (de galley's) die door de Engelsen werden gebruikt voor de kustvaart en vlootondersteuning.
De romp werd lichter uitgevoerd en kreeg een grotere lengte dan de tot dan gebruikelijke 3:1-verhouding. In eerste aanzet hadden ze twee sterk achterover hellende masten, was de fokkemast hoger dan de kruismast en hadden ze aan de fokkemast dwarse (ra)zeilen en een staand gaffelzeil (zonder topzeil) aan de kruismast.
Een razeil aan de voorste of fokkemast wordt in het Nederlandse taalgebied breefok genoemd. Het staande gaffeltuig is ontwikkeld in de Nederlanden rond de 16e eeuw. Voorlopers waren het spriet en smakzeil.
De topzeilen deden hun intrede rond 1800 en met het verdwijnen van de razeilen was het schoenertuig geboren.
De schoeners die werden gebouwd voor de handel kregen een steng aan de achterste mast die het gaffel topzeil kon voeren en hierdoor ontstond het nog steeds gebruikte (moderne) schoenertuig met de hoge kruismast, maar in tegenstelling tot wat vaak wordt aangenomen is dit geen speciaal schoenerkenmerk. Bij veel van de latere vrachtschoeners kreeg het middengedeelte U-vormige spanten, en verder sterk hellende stevens en een diepe kiel.

## Historie
De eerste als zodanig bekende schoener was de St. Ann die waarschijnlijk als jacht was gebouwd en verkocht aan Portugal als packet voor het overbrengen van berichten. Het was hiermee voor het eerst dat snelheid werd verkozen boven laadvermogen. De St. Ann arriveerde in 1736 te Portsmouth en daar werden haar lijnen afgenomen (romp opgemeten) voor de Britse Admiraliteit. Deze tekeningen (plan) zijn in het bezit van het Sjöhistoriska museet (Scheepvaartmuseum) te Stockholm, Zweden.

## Variaties
- Driemasttopzeilschoener: Eén of twee razeilen boven het schoenerzeil aan de voorste mast.
- Driemastschoener: Alle masten zijn langs getuigd.
- Grandbankschoener

De voorloper van alle schoeners werd gebruikt op de grandbanks bij Nova Scotia voor de visserij. Zij moesten bestand zijn tegen de woelige zeeën van de Golfstroom en tegen het onberekenbare weer ter plaatse. Zij waren gladdeks uitgevoerd en licht en toch sterk gebouwd van hoofdzakelijk Oregon pine.
- Blokkadebreker: schoener in gebruik door de Amerikanen om eerst de Engelse handelsblokkade te omzeilen door hun hogere snelheid, en tijdens de Amerikaanse burgeroorlog om eigen troepen te bevoorraden zonder in handen te vallen van de tegenpartij.
- Visserijschoener: Groter dan de grandbanker met een traditionele dekopbouw van bak en campagne (verhoogd voor- en achterschip).

De visserij werd uitgevoerd vanuit kleine bijboten die op het dek werden meegevoerd. Deze bootjes waren stapelbaar en deden in vorm sterk denken aan papieren bootjes. De vangst werd op de schoener verwerkt; de manier waarop was afhankelijk van het seizoen en de soort vis.
- Vrachtschoener
- Motorschoener
- Schoenerjacht Amerika
- Schoenerjacht Bluenose 1 en 2

## Tuigvormen
Er zijn 2-, 3-, 4-, 5- en 6-mastschoeners gebouwd, en zelfs een 7-mast schoener. Allen voeren achter de mast het staand gaffeltuig.
Gaffeltopzeilen konden aan willekeurig iedere mast worden gevoerd, als die was verlengd met een streng.
Het gewone topzeil of breefok werd eerst alleen op de fokkemast gebruikt, maar later op alle masten, en werden gebruikt bij lichte wind op ruime koersen.